# Catastrophe ferroviaire de la Lufulu
La catastrophe ferroviaire de la Lufulu est un accident de chemin de fer survenu le 29 novembre 2005 au Maniema en république démocratique du Congo.

## Accident
L'accident est survenu lorsqu'un train de la Société nationale des chemins de fer du Congo reliant Kindu à Lubumbashi franchissait la rivière Lufulu, affluent de la Lualaba, à environ 160 kilomètres au sud de Kindu (territoire de Kasongo). Des dizaines de passagers entassés sur le toit du convoi ont été basculés dans la rivière lorsqu'ils ont heurté les armatures du pont.
Selon le Gouverneur du Maniema, Koloso Sumaili, il pourrait y avoir une cinquantaine de morts.
Comme souvent en république démocratique du Congo, le transport ferroviaire se fait dans de mauvaises conditions de sécurité, avec nombre de passagers non déclarés. Pour cette catastrophe, il semblerait qu'elle soit due au fait que des passagers s'étaient installés sur des wagons de transport de marchandises déjà fort élevés, y apportant leurs propres ballots qui les auraient entraînés dans leur chute (les victimes ne prendront plus ce moyen de transport).